# Елань-Чишма
Ела́нь-Чишма́ (баш. Ялан-Шишмә) — село в Ермекеевском районе Республики Башкортостан Российской Федерации. Входит в состав Суккуловского сельсовета. Административный центр упразднённого в 2008 году Елань-Чишминского сельсовета.
Проживают чуваши.

## Название
Происходит от башкирского «ялан» — луг, «шишмэ» — река

## География
Находится в низменности в долине реки Стивензя.

### Географическое положение
Расстояние до:
- районного центра (Ермекеево): 16 км,
- ближайшей ж/д станции (Приютово): 47 км.

### Уличная сеть
Улицы: Кирова, Кооперативная, Крестьянская, Луговая, Молодёжная, Пролетарская, Речная, Садовая, Советская, Угловая, Чапаева, Школьная.

## История
Деревня основана чувашами по договору 1788 года о припуске на вотчинных землях башкир Кыр-Еланской волости Белебеевского уезда.
Жители занимались земледелием, скотоводством, пчеловодством. В 1906 году зафиксированы церковно-приходская школа, водяная мельница, 2 бакалейные лавки, хлебозапасный магазин.

## Население
| 2002 | 2009 | 2010 |
| ---- | ---- | ---- |
| 452  | ↘431 | ↗438 |

### Историческая численность населения
В 1865 году в 79 дворах проживало 454 человека, в 1906 году в деревне насчитывалось 904 человека, в 1911 году — 543 мужчины, 536 женщин, в 1920 году — 1081 человек, в 1939 году — 984, в 1959 году — 839 человек, в 1989 году — 400 человек.

### Национальный состав
Согласно переписи 2002 года, преобладающая национальность — чуваши (93 %).

## Известные уроженцы
- Прасковья Тихоновна Корина (девичья фамилия Петрова; 1900—1992) — художник-реставратор станковой масляной живописи, жена П. Д. Корина[9].

## Инфраструктура
Есть основная школа (основана в 1895 году), детский сад, фельдшерско-акушерский пункт, клуб (Дом культуры), библиотека.

## Достопримечательности
рядом расположен комплексный объект природы «Белые камни» (чув. «Шур чул») — уступ, сложенный известняками, с вершины которого, образуя водопады высотой 1,5—2 м, стекают родники

### Памятники и памятные места
- Обелиск павшим в годы Великой Отечественной войны[12][13].

## Транспорт
Деревня доступна автотранспортом. Остановка общественного транспорта «Елань-Чишма».